# 西特涅 (拉季維利夫區)
50°11′5″N 25°24′19″E / 50.18472°N 25.40528°E
西特涅（烏克蘭語：Ситне），是烏克蘭西北部的村莊，隸屬里夫內州的杜布諾區。該村始建於1583年，面積1.51平方公里，海拔高度219米，人口470，人口密度每平方公里358.3人。